# Colchane
Colchane est une commune du Chili située dans la province de Choapa qui fait partie de la région de Tarapacá au nord du Chili. En 2016, sa population s'élevait à 1 688 habitants. La superficie de la commune est de 4 016 km2 (densité < 0,5 hab./km2).
Le village se trouve à 3 715 mètres d'altitude, à environ 15 km du volcan Isluga (5 550 mètres) dont la dernière éruption date de 1913.
Colchane est le dernier village chilien sur la route A-55 qui va de Huara à la Bolivie. On y trouve un poste de Carabiniers du Chili ; il n'y a pas de carburant à Colchane, mais il est possible d'en trouver à Pisiga en Bolivie à 5 km.

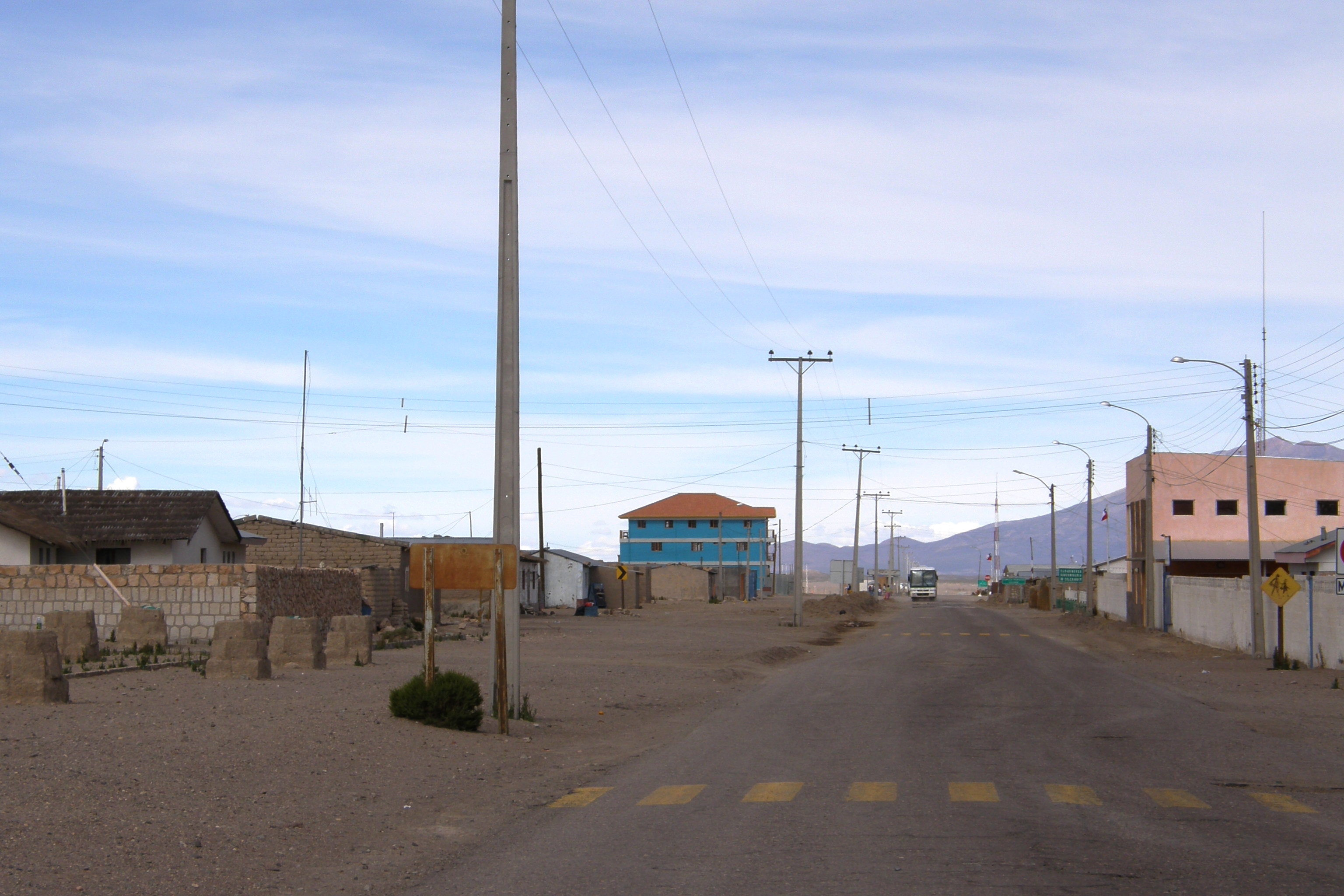
La rue principale de Colchane (route A-55) allant vers la Bolivie